# Rory McIlroy
Rory McIlroy, MBE, född 4 maj 1989 i Holywood i County Down i Nordirland, är en nordirländsk golfspelare. Han har vunnit fem majors. 
Rory McIlroy är en nordirländsk professionell golfspelare från Holywood i County Down som är medlem i både Europatouren och PGA-touren. Den 19 juni 2011 vann han US Open, med en rekordlåg score på 16 under par, med en segermarginal på hela åtta slag. Den 12 augusti 2012 vann han sin andra major, PGA Championship på Kiawah Island, också den gången med en segermarginal på åtta slag.
McIlroy har representerat Europa, Storbritannien och Irland - Irland som både som amatör och professionell. Han hade en framgångsrik amatörkarriär och toppade världsrankingen Amateur Golf som  17-åring 2007. Senare samma år blev han professionell och etablerade sig snart på Europa-touren. Han vann sin första seger på Europatouren 2009 och på PGA-touren 2010. Han representerade Europa i Ryder Cup 2010, 2012, 2014 och 2016.
Under 2011, vid en ålder av 22, blev han den yngste spelaren någonsin att nå € 10 miljoner i karriären på Europatouren. År 2012 blev han den yngste spelaren att nå $ 10 miljoner i karriärenpå PGA-touren, bl.a. tack vare sina caddies Gareth Lord och J. P. Fitzgerald.